# Kermia daedalea
Kermia daedalea é uma espécie de gastrópode do gênero Kermia, pertencente a família Raphitomidae.